# Апраксинское сельское поселение (Мордовия)
Апра́ксинское се́льское поселе́ние — муниципальное образование в Чамзинском районе Мордовии Российской Федерации.
Административный центр — село Апраксино.

## История
Статус и границы сельского поселения установлены Законом Республики Мордовия от 28 декабря 2004 года № 128-З  «Об установлении границ муниципальных образований Чамзинского муниципального района, Чамзинского муниципального района и наделении их статусом сельского поселения, городского поселения и муниципального района».

## Население
| 2002  | 2010  | 2012  | 2013  | 2014  | 2015  | 2016  |
| ----- | ----- | ----- | ----- | ----- | ----- | ----- |
| 1252  | ↘1169 | ↘1144 | ↘1094 | ↘1074 | ↘1073 | ↘1055 |
| 2017  | 2018  | 2019  | 2020  | 2021  |       |       |
| ↘1032 | ↘991  | ↘987  | ↘972  | ↘902  |       |       |

## Состав сельского поселения
| № | Населённый пункт | Тип населённого пункта       | Население |
| - | ---------------- | ---------------------------- | --------- |
| 1 | Апраксино        | село, административный центр | ↘908      |
| 2 | Карсаковка 1-я   | деревня                      | ↘5        |
| 3 | Карсаковка 2-я   | деревня                      | ↘1        |
| 4 | Наченалы         | село                         | ↘241      |
| 5 | Обуховка         | деревня                      | ↘6        |
| 6 | Семёновка        | деревня                      | ↘2        |
| 7 | Тепловка         | деревня                      | ↗6        |